# Мушмула японская
Эриобо́трия япо́нская, или мушмула́, или ло́ква, или  ше́сек (лат. Eriobotrya japonica) — небольшое вечнозелёное дерево или кустарник подсемейства Яблоневые семейства Розоцветные (Rosaceae). Декоративное и плодовое растение. Используется в ландшафтном дизайне в открытом грунте, но также выращивается как комнатное растение на балконах, террасах, верандах, патио и так далее. Культурные формы существуют в виде множества сортов: Шампань, Танака, Фалес и другие. Из них в Китае описано до тысячи сортов,  в Японии, Алжире и Испании — более ста. Мушмула является единственным фруктовым растением субтропиков, которое цветёт осенью и вызревает в зимне-весенний период, что делает его ценнейшим и фактически единственным свежим источником витаминов в период весеннего авитаминоза.

## Этимология
Название мушмула является заимствованием из турецкого языка (тур. muşmula), которое, в свою очередь, пришло из греческого (греч. μούσμουλο), где так называется и плод, и само растение — Μουσμουλιά.

## Ботаническое описание

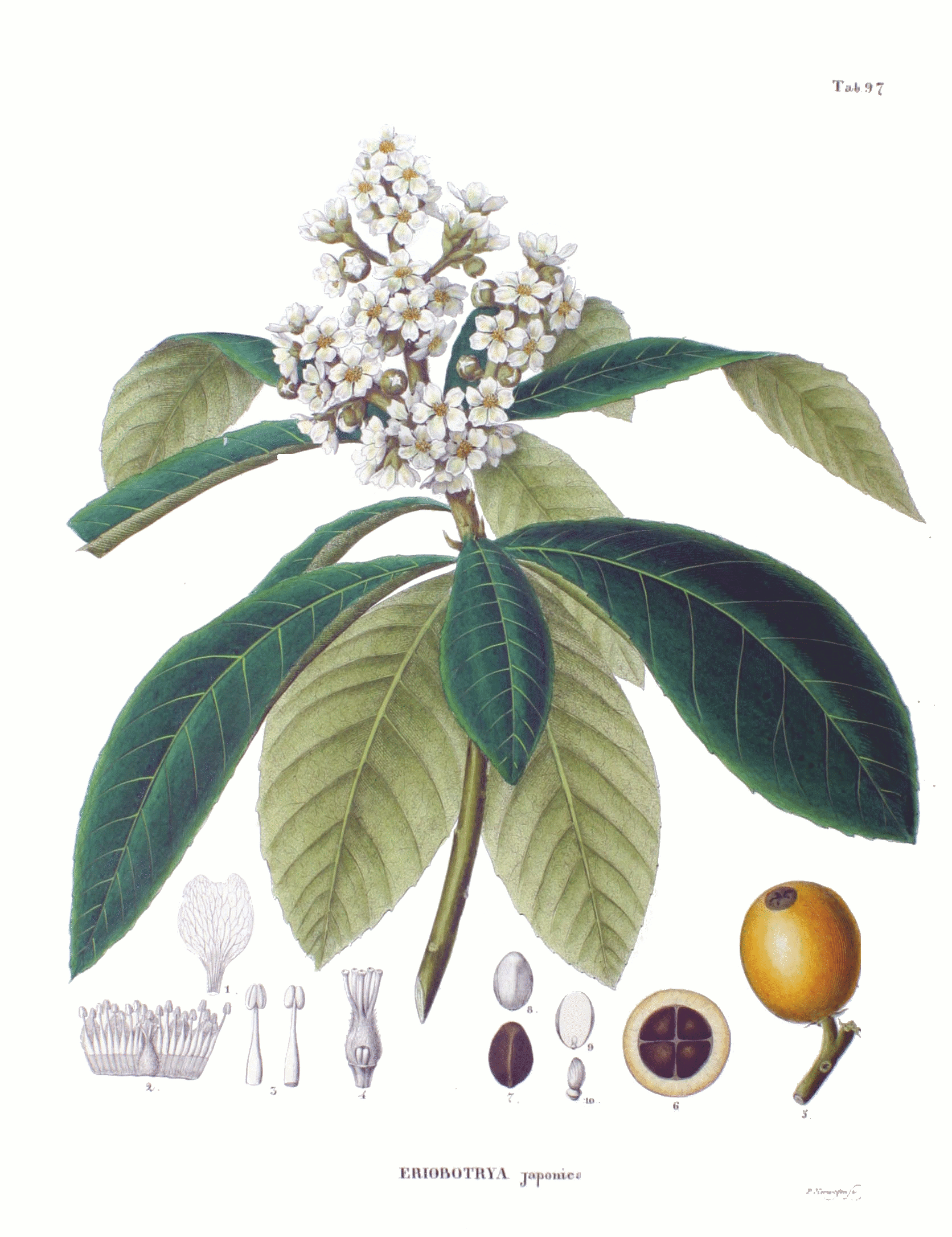
Eriobotrya japonica.

Мушмула японская — вечнозелёное дерево, достигающее высоты 8 м. Побеги и соцветия имеют рыжевато-серый цвет от густого войлочного опушения, которое защищает листья от заморозков.
Цельные овальные листья достигают длины 25 см и ширины 7—8 см, кожистые, сверху глянцевые, снизу опушённые, сидячие или с коротким черешком.
Цветки размером 1—2 см собраны в прямостоящие метёлки на концах побегов. Лепестков пять, белого или желтоватого цвета, столбиков два-три, тычинок с желтовато-красными пыльниками 20—40, чашелистиков пять, снаружи они опушённые. Цветёт в сентябре — ноябре. Цветки белые, небольшие, источают тонкий приятный аромат.
К почве в целом нетребовательна: может хорошо расти также и на тяжёлых глинистых почвах. Хорошо переносит как затенённость, так и прямые солнечные лучи. Взрослые деревья хорошо переносят механические повреждения, которые часто даже дают эффект их омоложения в виде появления новой поросли, которая вновь начинает активно плодоносить после одеревенения. Таким образом, кустарник может пройти несколько вегетативных циклов, общая продолжительность которых достигает ста лет и более.
При благоприятных условиях может превратиться в крупное дерево высотой до 10—12 метров и более. Ширина кроны при этом примерно соответствует её высоте. Взрослое растение весной образует грушевидные съедобные плоды, которые обычно собраны в кисти до восьми плодов. Урожаи обильны и, при условии мягкой зимы, ежегодны.

## Вкусовые и диетологические характеристики

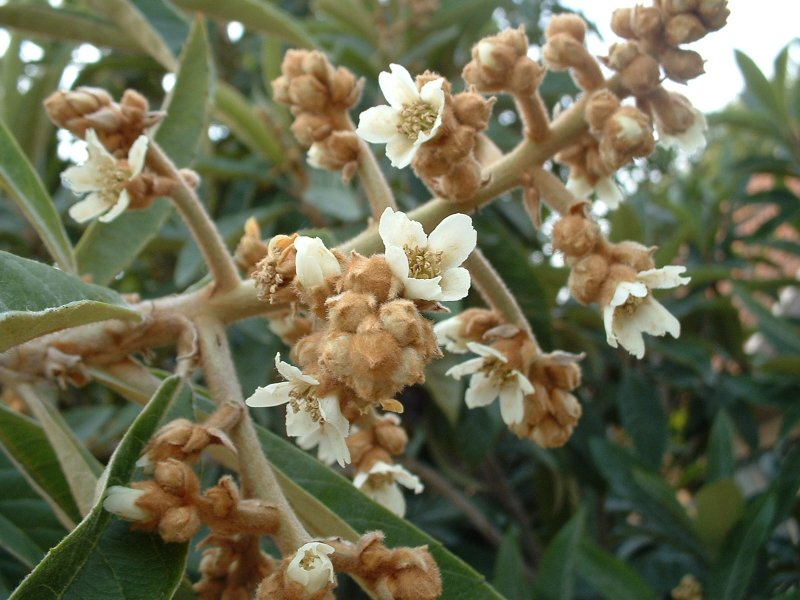
Мушмула в цвету.

Внутри в сочной мякоти находятся от одного до пяти крупных семян, на которые приходится до 30—35 % объёма плода. Плоды содержат много витамина A, калия, а также оказывают мочегонное действие.
Плоды мушмулы не имеют ярко выраженного вкуса и запаха и бывают разной степени сладости, в зависимости от степени зрелости и сорта. При сборе урожая следует учитывать, что в отличие от остальных представителей семейства розоцветных, плоды мушмуллы, сорванные недозрелыми, не доспевают сами: они остаются очень кислыми и быстро жухнут, теряя вкусовые качества. Хорошо утоляют жажду, освежают, а также благотворно влияют на диабетиков, поскольку содержат мало сахаров.

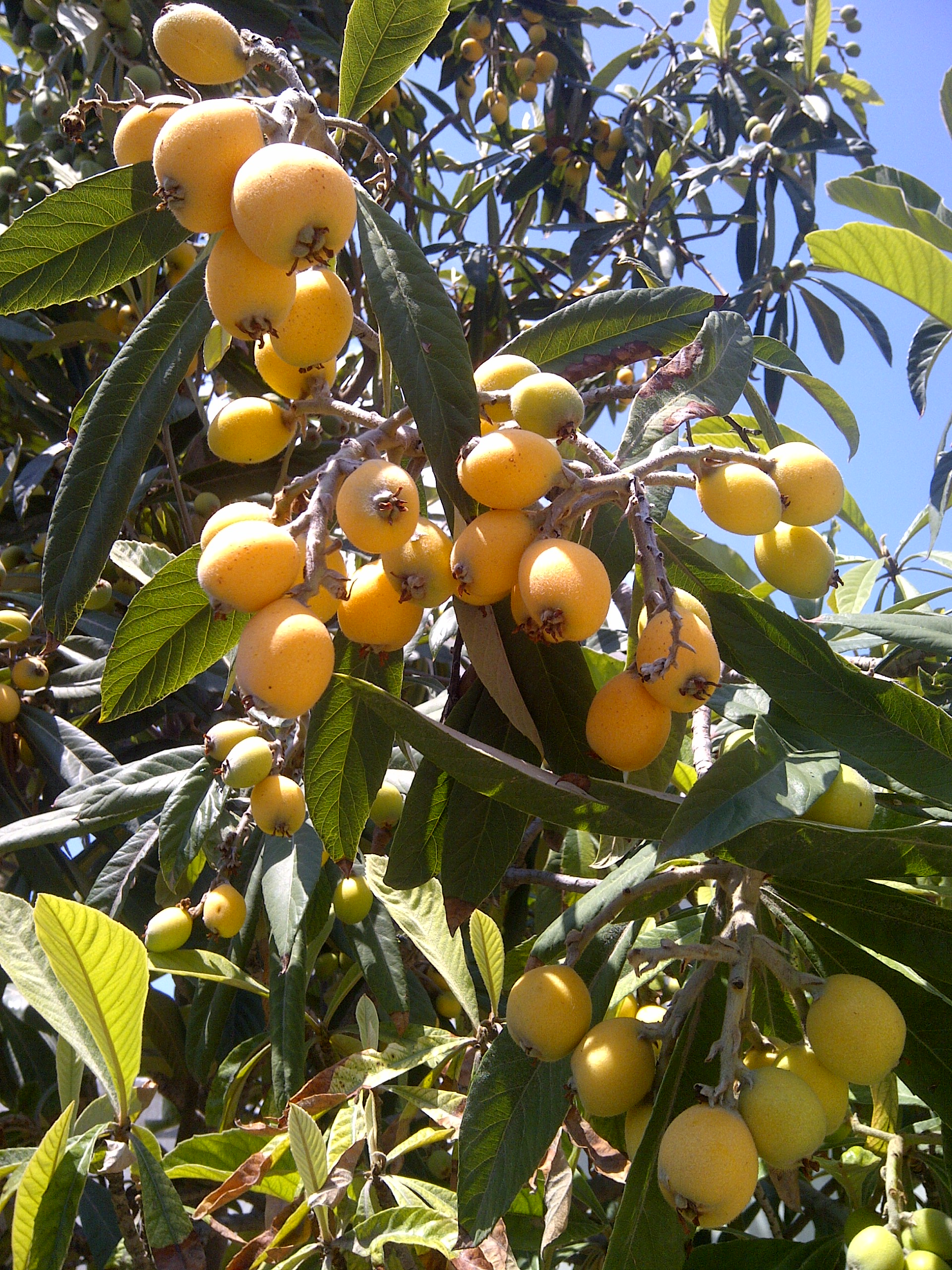
Мушмула японская

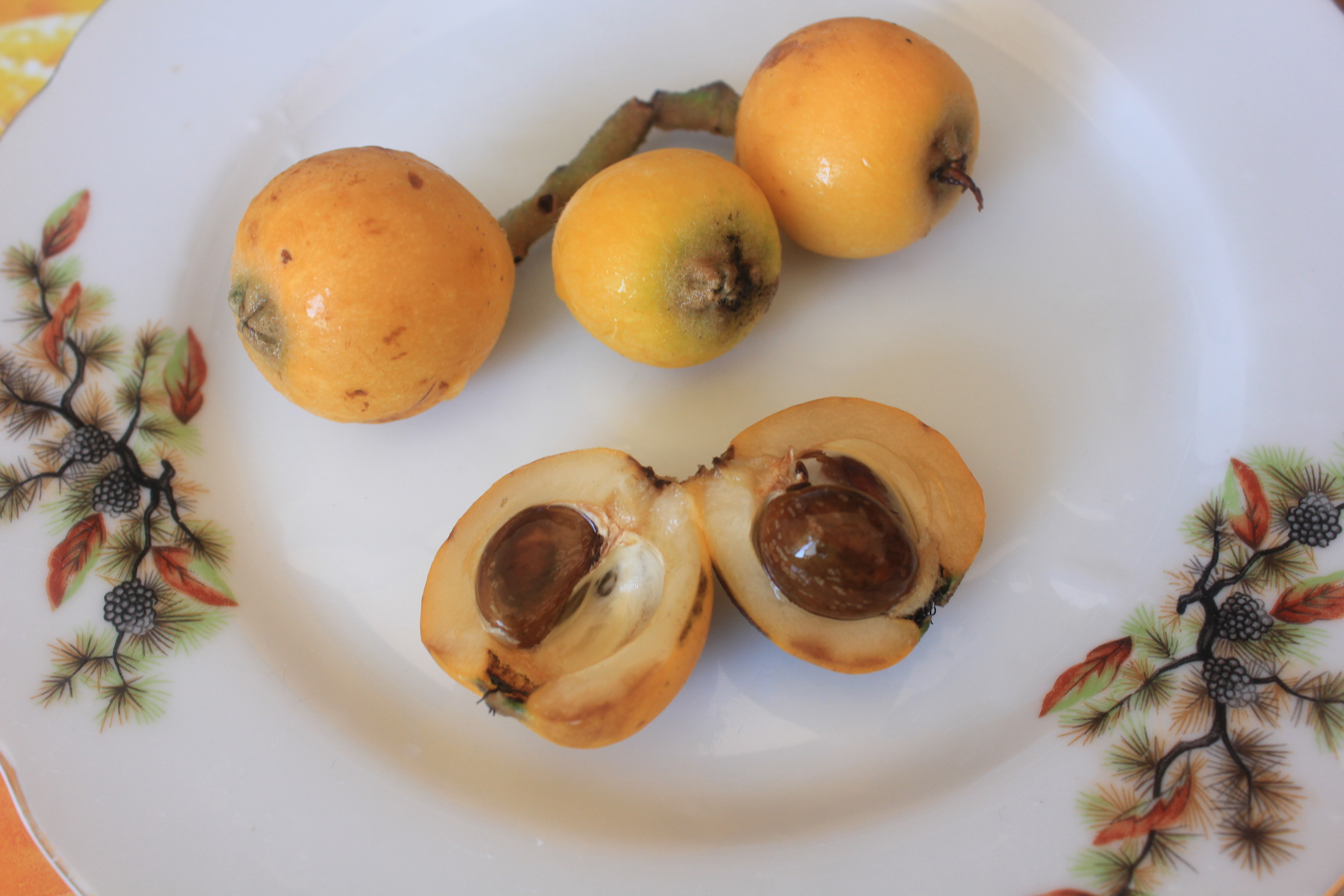
Мушмула, плоды

## Распространение
Родина — влажные субтропики Китая и Японии, где растёт, как правило, на горных склонах. Китайское название фрукта (пипа) дано потому, что зрелые плоды по форме напоминают соответствующий музыкальный инструмент. В XIX веке растение было завезено в Европу.
Род объединяет около тридцати видов вечнозелёных кустарников и небольших деревьев, распространённых в Южной и Юго-Восточной Азии и Гималаях. Во многих районах США, как и магнолия, мушмула широко используется в ландшафтном дизайне.
Дерево зимостойко: ветви переносят кратковременные похолодания до –20 °С, завязи — до –6 °С, соцветия — до –3 °С; чем старше дерево, тем оно более зимостойко. При –17 °С тонкие ветви погибают, при –23 °С гибнет всё дерево, однако отрастает вновь от корня. В суровые зимы на северной границе субтропиков дерево часто растёт и цветёт, но плодоносит не каждый год, а только в относительно тёплые зимы (раз в 2—5 лет).
Ареал плодоносящей локвы примерно совпадает с ареалом цитрусовых и альбиции, но уже ареала инжира и хурмы. Например, инжир и хурма регулярно плодоносят на юге Киргизии, но мушмула там не растёт и не плодоносит. Также локва не плодоносит в канадском Ванкувере, а инжир и хурма плодоносят, хоть и с трудом.
Плодоносит в Китае, южных штатах США, в Турции, Израиле, Испании, Италии и других странах с субтропическим климатом.
В России плодоносит на черноморском побережье от Сочи до Геленджика. На Украине — на южном берегу Крыма. В последнее время преимущественно как декоративное растение с нерегулярным плодовым циклом разводится садоводами-любителями и в Приазовье, где для ограничения роста локвы её можно прививать на боярышник, a во время морозов укрывать каркасами из картонных коробок.
Плодоносит в Абхазии, Грузии, на территории всего Армянского нагорья, в Азербайджане.
Более морозостойкие формы мушмулы плодоносят не каждый год возле южных стен в окрестностях города Сидни и в городе Нью-Вестминстер в канадской Британской Колумбии.
На юге США, в Турции плоды вызревают  в марте — апреле. На Кавказе, в основном на Черноморском побережье (Сочи и Абхазия) созревание плодов идёт в апреле — мае. На Южном берегу Крыма (Гаспра) плоды созревают в июне — июле.

## Выращивание

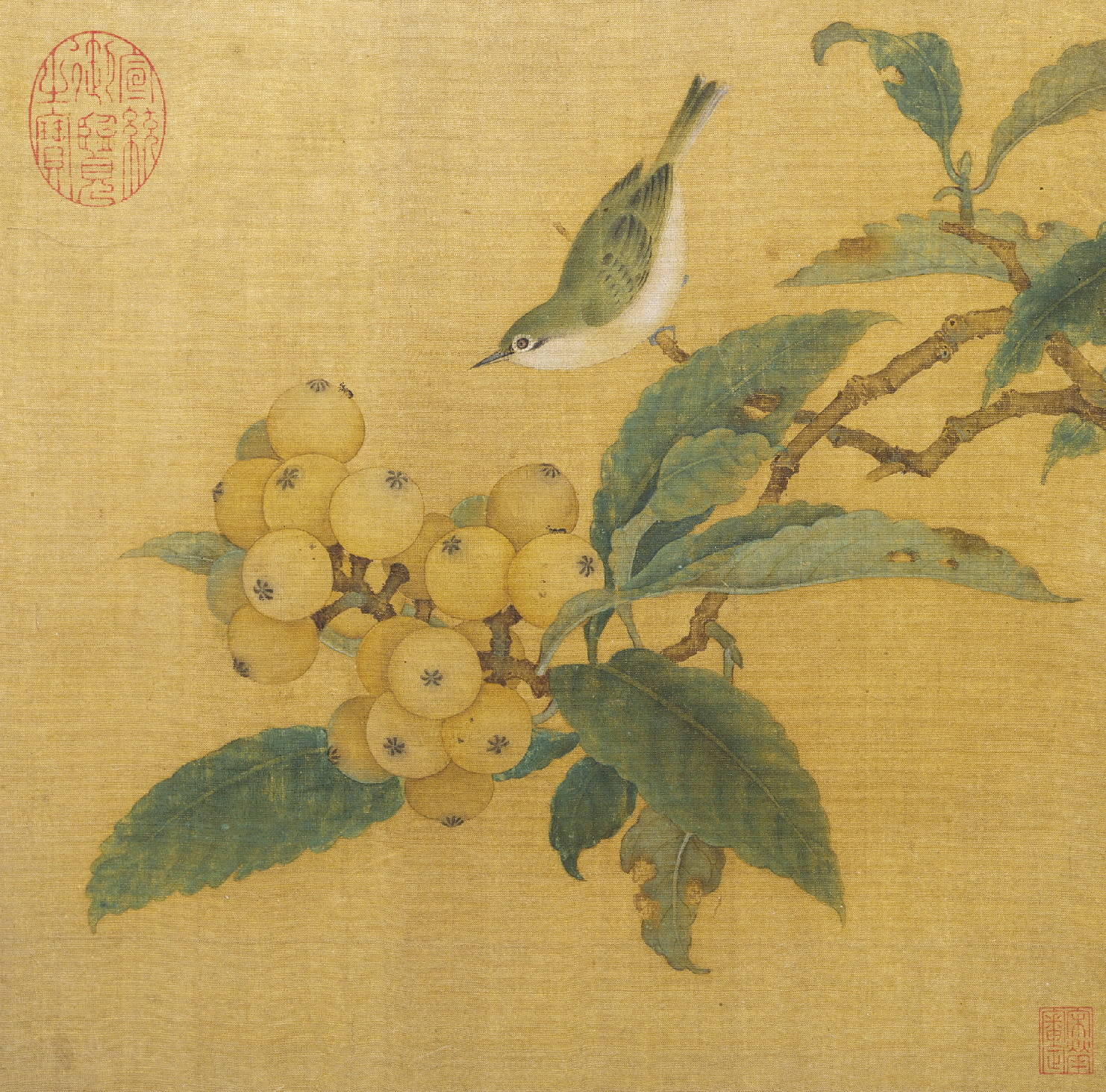
Мушмула и горная птичка, анонимный китайский художник периода династии Сун (1127—1279).

- Температура: выдерживает кратковременные морозы до –24 °С.
- Освещение: хорошее, рекомендуется дополнительная подсветка зимой.
- Влажность: умеренная.
- Полив: обильный в летний период, зимой умеренный.
- Подкормка: весной и летом настоем коровяка.
- Размножение: свежими семенами, замоченными на 24 часа перед посевом и черенками при температуре +10 °C.
- Возможные проблемы: опадание нижних листьев.
- Назначение: в прохладных, хорошо освещённых помещениях, оранжереях.

При выращивании в качестве комнатного растения следует иметь в виду, что эриоботрия не склонна ветвиться: при удалении точки роста дополнительные побеги образуются в пазухах только верхних двух листьев. Поэтому для придания ей формы «комнатного деревца» прищипывать верхнюю почку нужно своевременно.
Размножается семенами (плодоношение в таком случае начинается на 4—8 году), также черенками, методом прививки и, возможно, окулировки на грушу и др. Всхожесть семян почти 100 %, но важно не допускать их усыхания более чем на три дня. Дерево успешно размножается самосевом. На северной границе ареала дерево лучше выращивать в горшках до 4—5-летнего возраста и только затем переносить в открытый грунт с учётом микроклимата.
Зимой во избежание обмерзания на грозди цветов (временно) и завязей (надолго) надевают плотные бумажные пакеты, основания которых на ветках закрепляют проволокой. Для облегчения сбора плодов  ветви притягивают к земле, подвязывая их тесёмками к колышкам. Это также способствует увеличению качества и количества завязей в период цветения, так как наиболее обильно цветут и плодоносят ветви, угол наклона которых по отношению к земле составляет от 0° до 45°, что оптимизирует их инсоляцию.

## Практическое значение

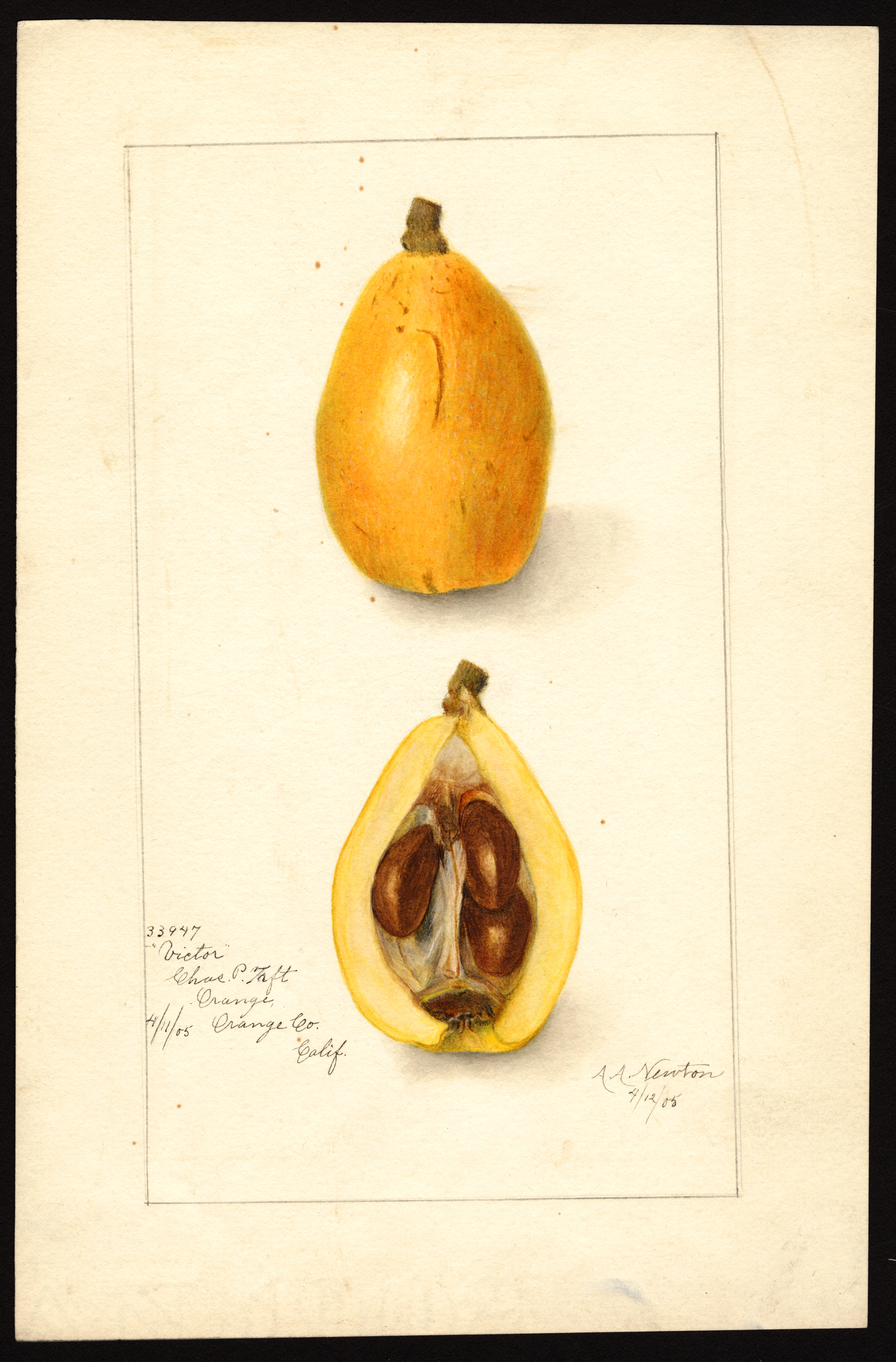
Структура ягоды мушмулы

В Европе первоначально мушмула японская выращивалась как декоративное растение, в настоящее время культивируется как плодовое. Плоды поступают в продажу обычно в апреле (Израиль), и мае (Россия, Испания, Италия, Абхазия). Плоды зреют на одном дереве не все сразу, а на протяжении 1—1,5 месяцев. Кроме того, плоды, сорванные зелёными, самостоятельно доспеть не могут. Зрелые плоды при этом надо везти быстро, поскольку они плохо переносят хранение и транспортировку, поэтому до 2010-х годов в северные районы России почти не экспортировалась. Однако после 2015 года эта ягода в больших объёмах стала поставляться на рынки Москвы, хотя в советское время за пределами субтропического причерноморского региона в пищу не употреблялась и на север не экспортировалась, в отличие от хурмы, гранатов и мандаринов.
Вкус плодов приятный, свежий, сладкий с небольшой кислинкой. Сами плоды очень сочные, хорошо утоляют жажду. Вкусом напоминает черёмуху, но не так сильно выражено. Компот получается как разбавленный из ягод черёмухи. Снижает уровень сахара в крови, а потому является ценнейшим продуктом, помогающим регулировать обменные процессы у диабетиков. В Японии из особо нарезанных листьев мушмулы (сун-гири) готовят чай бива (бива-тя) методом сэндзиру (煎じる). На юге США и в Средиземноморье из фруктов делают разнообразные желе и повидло.
Косточки мушмулы традиционно используются в Италии для настоя алкогольных напитков, которым они придают вкус вишнёвого ликёра. Также ими начиняют тушки птиц перед запеканием в духовке для придания мясу птицы аромата фруктов.
В традиционной китайской медицине экстракты мушмулы используются для приготовления сиропа от кашля, различных лекарств и настоек для детей и взрослых.
Во многих средиземноморских странах сок и измельчённую мякоть плодов мушмулы используют как пищевой уксус или же как сок лимона, смешивают с оливковым маслом и полученным соусом-подливкой спрыскивают листья салата, мясные блюда и так далее. Идёт на изготовление фруктовых салатов. Также подходит для консервации в сиропе и употребления в качестве десерта. Из забродивших плодов делают вина, наливки и ликёры.

## В культуре и искусстве
Мушмула традиционно фигурирует в произведениях искусства народов стран Восточной Азии. Её листва является излюбленным фоном для многих средневековых китайских живописцев. В настоящее время с теми же целями используется в фотографии, ландшафтном дизайне и так далее.

## Ботаническая классификация

### Синонимы
По данным The Plant List на 2010 год, в синонимику вида входят:
- Crataegus bibas Lour.
- Mespilus japonica Thunb.
- Photinia japonica (Thunb.) Benth. & Hook.f. ex Asch. & Schweinf.